# پادشاه وونجونگ
پادشاه وونجونگ (انگلیسی: Wonjong of Goryeo; ۵ آوریل ۱۲۱۹ – ۲۳ ژوئیهٔ ۱۲۷۴) بیست و چهارمین حاکم امپراتوری گوریو در کشور کُره از سال ۱۲۶۰ تا ۱۲۷۴ میلادی بود.